# HP-35

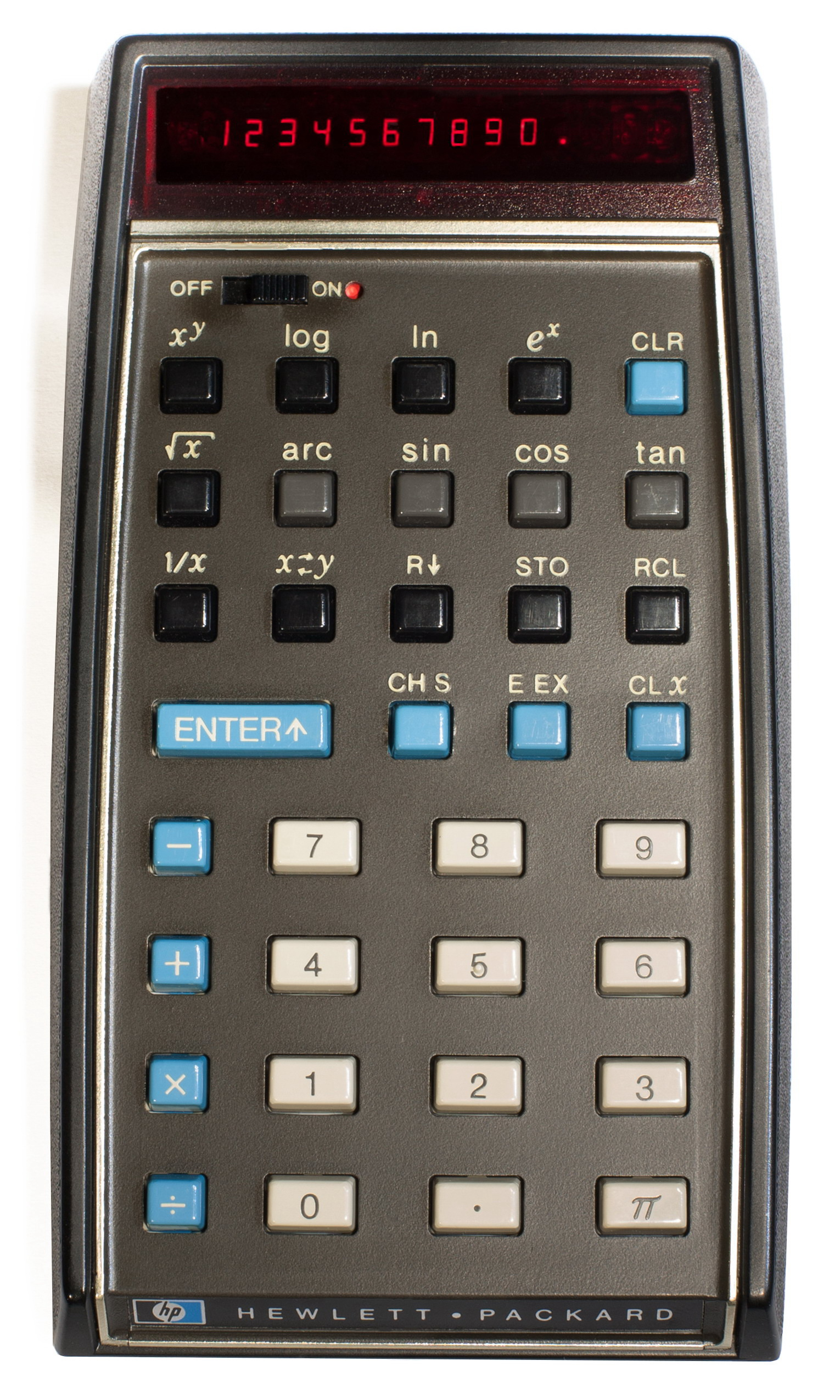
HP-35

HP-35는 휴렛 팩커드 최초의 휴대용 계산기이자 세계 최초의 과학용 휴대용 계산기(삼각 함수와 지수 함수를 갖춘 계산기)였다. 1972년에 소개되었다.

## 역사
1970년경 HP 공동 창립자인 빌 휴렛은 동료들에게 "셔츠 주머니 크기의 HP-9100"을 만들도록 요청했다. 당시 기존 휴대용 계산기는 덧셈, 뺄셈, 곱셈, 나눗셈만 할 수 있었기 때문에 계산자는 삼각함수와 지수함수를 수행할 수 있는 유일한 실용적인 휴대용 장치였다. HP 최초의 공학용 계산기인 데스크탑 9100A처럼 미화 395달러(2023년 2,900달러에 해당)에 출시되었으며, "대수" 항목이라고 불리는 것이 아닌 역폴란드 표기법(RPN)을 사용했다. 계산기 이름의 "35"는 키 개수에서 유래되었다.
원래 HP-35는 1972년부터 1975년까지 출시되었다. 2007년 HP는 원래 HP-35 출시 35주년을 기념하기 위해 "복고풍" 모양의 HP 35s 출시를 발표했다. 가격은 US$59.99였다.
HP-35는 2009년에 IEEE 마일스톤으로 선정되었다.